# Nisse
Nisse is een dorp en voormalige gemeente (tot 1970) in de gemeente Borsele, in de Nederlandse provincie Zeeland. Het dorp is gelegen op het zuidelijk deel van schiereiland Zuid-Beveland, de zogenaamde “Zak van Zuid-Beveland”. Het dorp heeft 600 inwoners (1 januari 2023).
Nisse heeft een beschermd dorpsgezicht en is daarmee een van de zeventien beschermde stads- en dorpsgezichten in Zeeland. Het geldt als een van de mooiste dorpen van Zuid-Beveland en wordt gedomineerd door de karakteristieke 14e-eeuwse kerktoren van de Hervormde kerk, die in de wijde omgeving te zien is. Naast de kerk ligt het voormalige kasteelterrein van het Hof ter Nisse, waarvan een vliedberg, boerderij en toegangshek bewaard zijn gebleven.
In de kerk zelf (15e eeuw) zijn fresco's en oude grafzerken te zien. Op het in 1975 gerestaureerde dorpsplein bevinden zich naast de kerk een muziektent, een 18e-eeuwse waterpomp en een vaete, een waterpoel die in vroeger tijden als drinkplaats voor het vee gebruikt werd. Aan de noordoostkant van het dorp staat de korenmolen De Poel.
De omgeving van Nisse bestaat uit een gevarieerd weidegebied dat met meidoornheggen en welen zeer geliefd is bij wandelaars en fietsers. Fruitteelt is hier de meest voorkomende vorm van landbouw.
Er zijn verschillende jaarlijkse evenementen in Nisse, waaronder 
- het muziekfestival Pastorale au Parvis[2],
- de rommelmarkt ten bate van de Mariakerk[3],
- en het schaapscheerdersfeest, een folkloristische dag (afgelast sinds 2011).[4]
- Ook wordt er jaarlijks door de atletiekvereniging De Zaklopers de Meidoornloop georganiseerd. Dit is een wedstrijd over 7,5 km of 15 km voor zowel mannen als vrouwen. Deze wedstrijd wordt sinds 2004 georganiseerd.
- De jaarlijkse trekkerdag, met een rondrit door de Zak van Zuid-Beveland, zet de schijnwerpers op het Trekkermuseum, sinds 1997 een toeristische trekpleister in Nisse. Het museum brengt de mechanisatie van de landbouw sinds 1913 in kaart door het exposeren van veel antieke machines.[5]

## Galerij

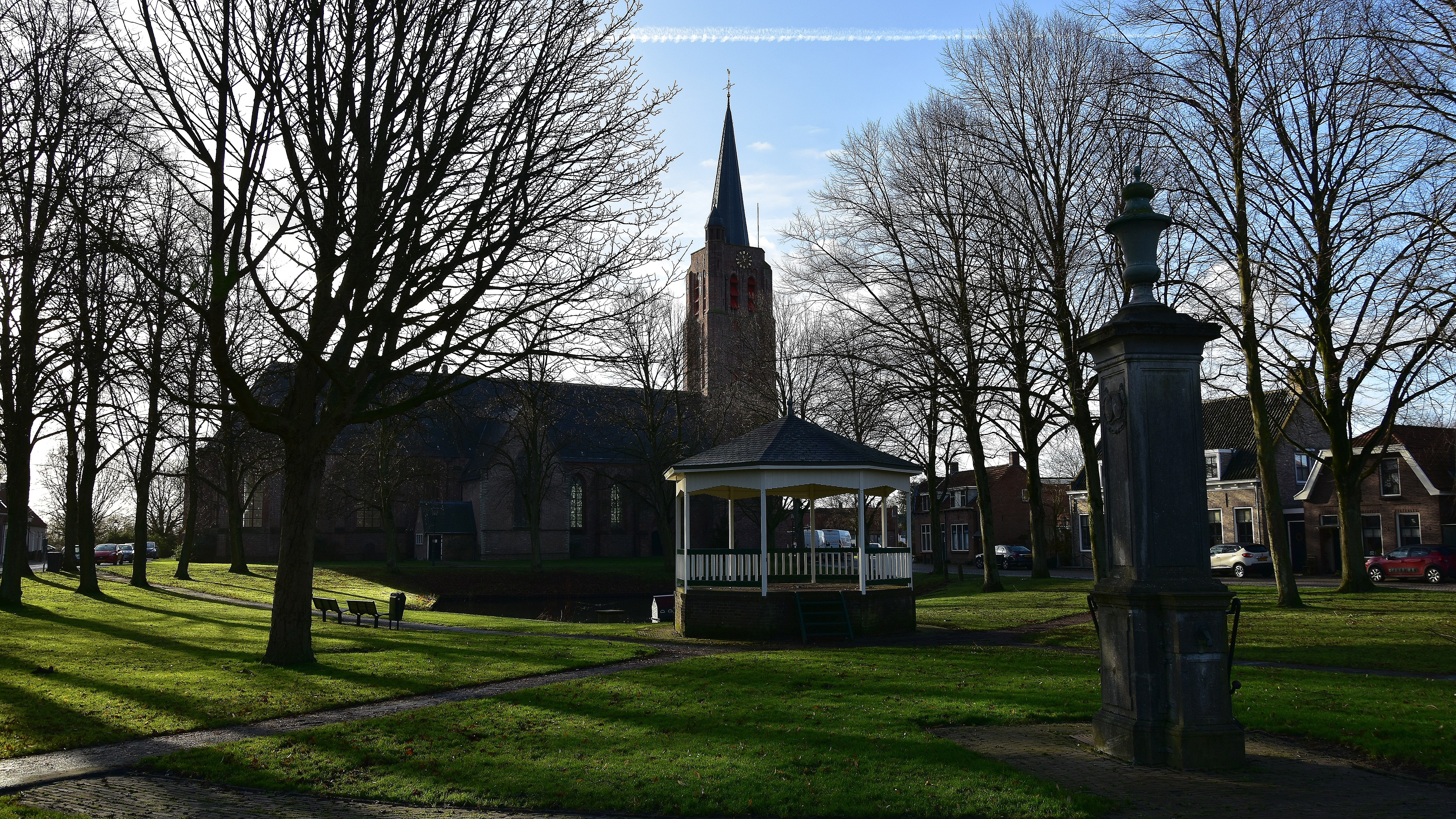
Dorpsplein met pomp en vaete
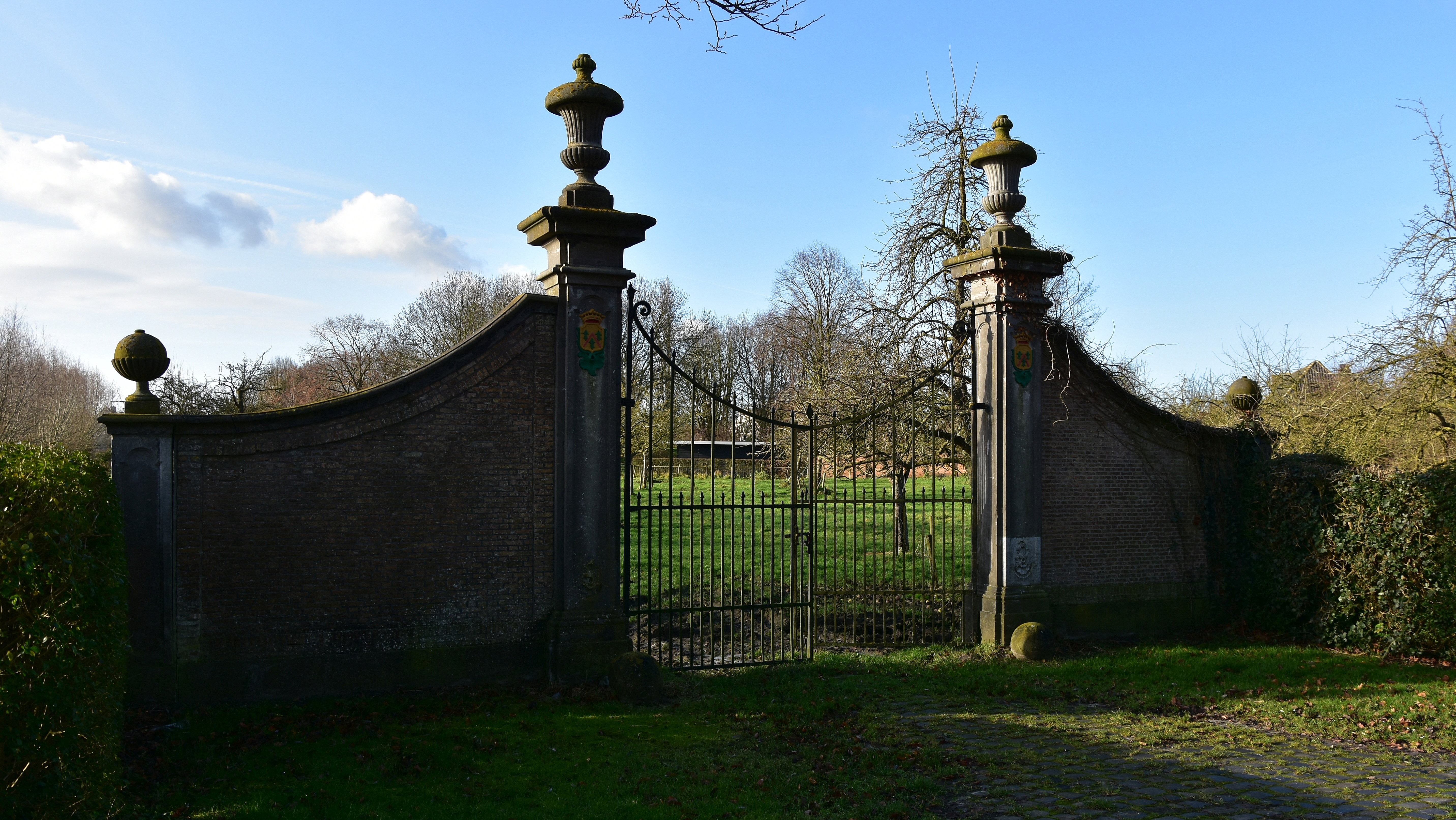
Poort van het verdwenen Slot ter Nisse